# Spielgemeinschaft Volleyball Gellersen Lüneburg 2020-2021
Questa voce raccoglie le informazioni riguardanti lo Spielgemeinschaft Volleyball Gellersen Lüneburg nelle competizioni ufficiali della stagione 2020-2021.

## Organigramma societario
Area direttiva
- Presidente: Andreas Bahlburg

Area tecnica
- Allenatore: Stefan Hübner
- Allenatore in seconda: Eugenio Dolfo, Söhnke Hinz, Matthias Pompe, Bernd Schlesinger
- Scoutman: Christian Knospe, Dalton Solbrig, Malte Stolley

Area sanitaria
- Medico: Thomas Buller, Andreas Luedtke
- Fisioterapista: Nele Hofferbert, Thomas Kuke, Ulf Nitschke

## Rosa
| N° | Nome              | Ruolo | Data di nascita   | Nazionalità sportiva |
| -- | ----------------- | ----- | ----------------- | -------------------- |
| 1  | Tyler Koslowsky   | L     | 31 ottobre 1993   | Canada               |
| 3  | Leon Dervisaj     | P     | 7 settembre 1996  | Germania             |
| 4  | Jordan Ewert      | S     | 18 marzo 1997     | Stati Uniti          |
| 5  | Gijs van Solkema  | P     | 21 maggio 1998    | Paesi Bassi          |
| 6  | Viktor Lindberg   | S     | 27 marzo 1996     | Svezia               |
| 7  | Jannik Pörner     | O     | 13 luglio 1994    | Germania             |
| 8  | William Craft     | S     | 2 settembre 1993  | Stati Uniti          |
| 9  | Hannes Gerken     | P     | 29 maggio 1998    | Germania             |
| 10 | Richard Peemüller | O     | 8 febbraio 1998   | Germania             |
| 11 | Dalton Solbrig    | C     | 2 gennaio 1997    | Stati Uniti          |
| 12 | Florian Krage     | C     | 11 gennaio 1997   | Germania             |
| 14 | Michel Schlien    | C     | 5 marzo 1992      | Germania             |
| 16 | Konrad Thole      | S     | 14 settembre 1999 | Germania             |

## Statistiche

### Statistiche di squadra
| Competizione      | Punti | In casa | In casa | In casa | In trasferta | In trasferta | In trasferta | Totale | Totale | Totale |
| Competizione      | Punti | G       | V       | P       | G            | V            | P            | G      | V      | P      |
| ----------------- | ----- | ------- | ------- | ------- | ------------ | ------------ | ------------ | ------ | ------ | ------ |
| 1. Bundesliga     | 32    | 12      | 6       | 6       | 12           | 6            | 6            | 24     | 12     | 12     |
| Coppa di Germania | -     | 1       | 0       | 1       | 0            | 0            | 0            | 1      | 0      | 1      |
| Totale            | -     | 13      | 6       | 7       | 12           | 6            | 6            | 25     | 12     | 13     |

G = partite giocate; V = partite vinte; P = partite perse

### Statistiche dei giocatori
| Giocatore      | 1. Bundesliga | 1. Bundesliga | 1. Bundesliga | 1. Bundesliga | 1. Bundesliga | Coppa di Germania | Coppa di Germania | Coppa di Germania | Coppa di Germania | Coppa di Germania | Totale | Totale | Totale | Totale | Totale |
| Giocatore      | P             | PT            | AV            | MV            | BV            | P                 | PT                | AV                | MV                | BV                | P      | PT     | AV     | MV     | BV     |
| -------------- | ------------- | ------------- | ------------- | ------------- | ------------- | ----------------- | ----------------- | ----------------- | ----------------- | ----------------- | ------ | ------ | ------ | ------ | ------ |
| W. Craft       | 14            | 51            | 38            | 7             | 6             | 0                 | 0                 | 0                 | 0                 | 0                 | 14     | 51     | 38     | 7      | 6      |
| L. Dervisaj    | 7             | 8             | 6             | 1             | 1             | 1                 | 0                 | 0                 | 0                 | 0                 | 8      | 8      | 6      | 1      | 1      |
| J. Ewert       | 23            | 360           | 310           | 29            | 21            | 1                 | 15                | 13                | 1                 | 1                 | 24     | 375    | 323    | 30     | 22     |
| H. Gerken      | 23            | 14            | 0             | 2             | 12            | 1                 | 3                 | 0                 | 1                 | 2                 | 24     | 17     | 0      | 3      | 14     |
| T. Koslowsky   | 24            | 0             | 0             | 0             | 0             | 1                 | 0                 | 0                 | 0                 | 0                 | 25     | 0      | 0      | 0      | 0      |
| F. Krage       | 23            | 192           | 128           | 55            | 9             | 1                 | 11                | 7                 | 3                 | 1                 | 24     | 203    | 135    | 58     | 10     |
| V. Lindberg    | 24            | 277           | 211           | 20            | 46            | 1                 | 7                 | 6                 | 0                 | 1                 | 25     | 284    | 217    | 20     | 47     |
| R. Peemüller   | 23            | 214           | 182           | 25            | 7             | 1                 | 7                 | 7                 | 0                 | 0                 | 24     | 221    | 189    | 25     | 7      |
| J. Pörner      | 19            | 157           | 139           | 15            | 3             | 0                 | 0                 | 0                 | 0                 | 0                 | 19     | 157    | 139    | 15     | 3      |
| M. Schlien     | 24            | 163           | 85            | 64            | 14            | 1                 | 5                 | 3                 | 1                 | 1                 | 25     | 168    | 88     | 65     | 15     |
| D. Solbrig     | 6             | 31            | 18            | 12            | 1             | 0                 | 0                 | 0                 | 0                 | 0                 | 6      | 31     | 18     | 12     | 1      |
| K. Thole       | 7             | 48            | 34            | 11            | 3             | 1                 | 0                 | 0                 | 0                 | 0                 | 8      | 48     | 34     | 11     | 3      |
| G. van Solkema | 15            | 26            | 10            | 10            | 6             | -                 | -                 | -                 | -                 | -                 | 15     | 26     | 10     | 10     | 6      |

P = presenze; PT = punti totali; AV = attacchi vincenti; MV = muri vincenti; BV = battute vincenti